# Brassens, la mauvaise réputation
Brassens, la mauvaise réputation est un téléfilm français écrit par Eric Kristy, réalisé par Gérard Marx et diffusé le 19 octobre 2011 sur France 2.

## Synopsis
Qui était Georges avant Brassens ? De sa jeunesse à ses premiers succès, le parcours d'un poète qui aurait pu devenir un voyou. Adolescent irrévérencieux, Georges a grandi à Sète, où il participe, avec des amis, à quelques cambriolages. Quand la guerre éclate, il monte à Paris, pour y tenter sa chance. C'est là qu'il rencontre Jeanne, chez qui il se cache pour éviter d'aller travailler en Allemagne.

## Fiche technique
- Titre : Brassens, la mauvaise réputation
- Scénario : Éric Kristy
- Réalisation : Gérard Marx
- Production : Auteurs Associés (Dominique Lancelot)
- Directeur de la photographie : Valérie Le Gurun
- Musique : Renaud Barbier
- Pays :  France
- Durée : 93 minutes

## Distribution
- Stéphane Rideau : Georges Brassens
- Marie-Anne Chazel : Jeanne Le Bonniec
- Bruno Lochet : Marcel Planche
- Lorella Cravotta : Elvira Brassens
- Didier Pain : Louis Brassens
- Noémie Elbaz : Simone Brassens
- Pierre Boulanger : Loulou Bestiou
- Marie-France Santon : Antoinette
- Pauline Masse : Yvonne Mercier
- Damien Jouillerot : Victor Laville
- Thomas Blumenthal : Gaston Dumas
- Raphaël Goldman : Henri Delpont
- Anthony Decadi : Robert Virillon
- Anne Suarez : Joha Heiman, dite "Püppchen"
- Nastassja Girard : P'tite Jo
- Pierre-André Gilard : Pierre Onteniente
- Bénédicte Guilbert : Francine
- Julie Voisin : Colette
- Vincent Jouan : Alphonse Bonnafé
- Gaëlle Lebert : Patachou
- Nicole Ney : Mère Bouillon
- Jeanne Corporon : Madame Mercier
- Alexandre Hamidi : René Iskin
- Jonathan Reyes : André Larue
- Patrick Diwen : Le surveillant
- Nicolas Navazo : L'inspecteur
- Antoine Crozet : Le Grand
- Jean-Louis Barcelona : Jacques Grello
- Christian Bujeau : L'éditeur